# RuneQuest

RuneQuest ([ʁyn'kwɛst] en français, ['ɹu:nkwɛst] en anglais) est un jeu de rôle créé par Steve Perrin et Greg Stafford en 1978. Il s'agit de l'un des premiers jeux de rôle, issu de la rencontre de l'univers médiéval-fantastique Glorantha (qui avait auparavant eu les honneurs d'une adaptation en jeu de société dans le wargame La Guerre des Héros) et du jeu de rôle.

## Histoire
| Année | Éditeur              | Nom                                  | Notes                                               | Filiations                                                                 |
| ----- | -------------------- | ------------------------------------ | --------------------------------------------------- | -------------------------------------------------------------------------- |
| 1978  | Chaosium             | RuneQuest                            |                                                     |                                                                            |
| 1980  | Chaosium             | RuneQuest                            | « RuneQuest 2 »                                     | Basic Role-Playing (Chaosium, 1980) Revolution d100 (Alephtar Games, 2015) |
| 1984  | Avalon Hill          | RuneQuest                            | « RuneQuest 3 » publié en français (Oriflam, 1987)  |                                                                            |
| 2006  | Mongoose             | RuneQuest OGL                        | « RuneQuest 4 »                                     | OpenQuest (d101 Games, 2009) publié en français (Le Scriptorium, 2012)     |
| 2010  | Mongoose             | RuneQuest II                         | « RuneQuest 5 » publié en français (Mongoose, 2010) | Legend (Mongoose, 2011)                                                    |
| 2012  | The Design Mechanism | RuneQuest                            | « RuneQuest 6 »                                     | Mythras (The Design Mechanism, 2016) publié en français (d100.fr, 2017)    |
| 2018  | Chaosium             | RuneQuest — Roleplaying in Glorantha | « RuneQuest 7 »                                     |                                                                            |

En 1966, Greg Stafford écrit l'histoire de Snodal, prince de Fronéla ; c'est le début du développement du monde de Glorantha qui donne naissance à RuneQuest. La première édition du jeu a lieu en 1978 chez Chaosium, suivie d'une deuxième édition corrigeant les coquilles de la première.
Le jeu est réédité par Avalon Hill en 1984. Avalon Hill décide d'ouvrir les règles à d'autres univers, avec notamment la possibilité de jouer dans des périodes historiques. Glorantha est laissé en second plan, le produit est peu suivi et cher. C'est cette édition qui est appelée la « troisième édition » (RuneQuest 3).
Games Workshop publie sa version de RuneQuest en 1987. Les règles sont découpées en trois livres : RuneQuest (reprenant une version expurgée de nombre d'options des règles d'Avalon Hill), RuneQuest Monsters et Advanced RuneQuest (contenant toutes les règles laissées de côté dans le premier livre). Plus abordable de par son format livre, elle aura très peu de suivi.
Le jeu est édité en français en 1987, d'après la troisième édition d'Avalon Hill, mais avec l'accent mis sur le jeu dans l'univers de Glorantha, par Oriflam, qui assure la traduction des suppléments.
Greg Stafford crée Issaries Inc. et édite Hero Wars en 2000, puis HeroQuest en 2003.
Mongoose Publishing publie en août 2006 la quatrième édition de RuneQuest, sous le nom RuneQuest OGL, avec un système plus proche de l'édition de 1978 que de celle de 1984. Bien qu'étant un système médiéval-fantastique générique, son cadre de campagne principal est situé dans le Second Âge de Glorantha, et non dans le Troisième Âge comme dans les éditions précédentes de RuneQuest. Le système de jeu est publié sous licence ludique libre (d'où son nom), mais pas le monde de Glorantha, qui reste propriété de Greg Stafford. Puis, en 2010, Mongoose publie une nouvelle édition de RuneQuest sous le nom RuneQuest II (qui est donc la 5e édition).
Le partenariat entre Mongoose et issaries Inc. prend fin en mai 2011. Mongoose publie le système duquel il supprime les références à Glorantha. Ce système prend le nom de Legend (le nom initial devait être Wayfarer, mais il existait déjà un jeu portant le nom de Wayfarers).
En juillet 2011, Issaries Inc. s'associe à l'éditeur The Design Mechanism pour sortir une nouvelle version de RuneQuest, sous le nom de RuneQuest 6.
Le 26 novembre 2015, l'éditeur Moon Design annonce un projet de republication de la version 2 de 1979, pour fêter les cinquante ans du jeu.

## Système de jeu
Il se caractérise par un système de jeu à base de compétences, très simple, assez universel et relativement intuitif, Basic Role-Playing, que l'on retrouve dans d'autres jeux du même éditeur. Intuitif car les capacités des personnages sont exprimées en pourcentages : une compétence à l'épée de 75 % signifie que le personnage touchera sa cible dans 75 % des cas.
Comme les jeux de cette époque, il traite des moments cruciaux que constituent les combats, mais il introduit d'autres compétences (marchandage, ferronnerie, etc.). Son système laisse le plus grand héros à la merci d'un mauvais coup s'il n'y prend garde. Le système incite donc à des aventures plus tournées vers la diplomatie que vers le combat.
Le personnage est défini par sept caractéristiques : force (FOR), constitution (CON, l'état de santé), taille (TAI),
intelligence (INT), pouvoir (POU, la volonté, la force de caractère, la capacité à manipuler la magie), dextérité (DEX, l'habileté manuelle) et charisme (CHA), remplacé par l'apparence (APP) dans RuneQuest 3.

### RuneQuest première (1978) et deuxième (1979) édition
La première édition de RuneQuest est publiée en 1978 et a, dans le monde anglophone un très vif succès en se démarquant très profondément du système de règle de Donjons et Dragons. La deuxième édition est en quelque sorte une réimpression de la première avec dans les versos des pages de la couverture les modifications et errata de la première édition. En 1982, est publié une version à couverture rigide. En 1980 est publié une boîte du jeu comprenant : le livre de règles RuneQuest, Read This Firts ; le Basic Role-Playing, livre de règles génériques ; Apple Lane (en), un scénario ; Fang, des statistiques de monstres ; 8 feuilles de personnages et de monstres ; et 6 dés.

### RuneQuest troisième édition (1984)
Les caractéristiques sont obtenues en faisant la somme de trois dés à six faces (3d6), sauf l'intelligence et la taille qui sont obtenues par 2d6+6.
Les compétences sont classées par groupes. La valeur de base de chaque compétence est égale à la somme d'une base fixe et d'un bonus en fonction du groupe dont elle est issue, dérivé des caractéristiques.
Le joueur tire l'âge et la profession des parents du personnage au hasard. Chaque année au-delà de la 15e donne au joueur la possibilité d'améliorer ses compétences de départ, ce qui peut être fait en choisissant chaque année une profession, ou, optionnellement, en répartissant un nombre fixe de points par an.
L'évolution des personnages est déterminée par leurs actions ; la pratique est la source principale de l'amélioration. La richesse permet aussi d'acquérir la puissance par l'entrainement. Ainsi, si un personnage réussit un jet sous une compétence en situation de stress, il coche la croix à côté de la compétence. À la fin de la partie, s'il rate un jet sous la compétence, celle-ci progresse de 3 points ou de 1d6 points ; ainsi, plus une compétence est élevée, moins le personnage peut apprendre par la pratique. Le personnage peut aussi payer un maître pour suivre son enseignement ou s'entraîner lui-même.
La puissance se traduit par des capacités plus grandes (sorts spéciaux, compétences mieux maîtrisées…). Les personnages les plus puissants peuvent être distingués par des titres (initié, prêtre, seigneur runique, etc.), mais l'absence de titre n'est pas forcément le signe d'une moindre valeur du personnage.
Une troisième forme de magie, la Sorcellerie, a été introduite. Chaque sort de Sorcellerie est gouverné par une compétence, qui en définit les chances de succès. Un sort de sorcellerie est originellement très faible, mais ne demande la dépense que d'un point de magie. L'usage des compétences Intensité, Portée, Durée ou Multisort permettra au Sorcier de dépenser plus de points de magie pour rendre ses sorts plus puissants et de les combiner pour avoir plus de possibilités.

### RuneQuest édition OGL (2006)
L'édition sous licence ludique libre par Mongoose Publishing, parfois appelée RuneQuest IV ou MRQ (Mongoose RuneQuest), garde globalement le même système en le simplifiant :
- en ce qui concerne la création des personnages, les pourcentages de base des compétences sont calculés simplement à partir des caractéristiques ; l'appartenance à une profession donne un bonus fixe ;
- la table de résistance a disparu au profit d'un système plus générique d'opposition des compétences ;
- le personnage dispose de points d'héroïsme, qui lui permettent de rattraper un échec ou d'acquérir des talents surhumains, les « aptitudes légendaires » ;
- les points de vie génériques ont été supprimés, toutes les blessures et pertes de santé sont désormais localisées.

### OpenQuest (2009)
Publié par l'éditeur britannique d101 games, OpenQuest est un système de jeu développé à partir du document de référence de l'édition OGL. Il se caractérise par de nombreux emprunts à la troisième édition (1984), principalement concernant la magie, et une plus grande simplicité. Ainsi, les points de vie de Basic Role-Playing sont utilisés à la place de la règle de points de vie localisés de la version de Mongoose Publishing.

### RuneQuest II (2010)
Mongoose Publishing publie début 2010 une nouvelle édition de RuneQuest sous le nom de RuneQuest II. Elle conserve les spécificités citées plus haut, mais propose des règles profondément remaniées. Parmi les changements notables :
- Les scores de base des compétences sont uniformément exprimés sous la forme d'une somme de 2 caractéristiques ou du double d'une seule ;
- L'apparition de « manœuvres » dans le système de combat : effets spéciaux obtenus lorsqu'un combattant obtient une meilleure réussite que son adversaire ;
- La disparition des compétences de magie runique au profit d'une seule compétence de « Magie Commune » ;
- L'apparition d'une magie spirituelle avec des règles spécifiques de recherche et de liens d'esprits.

Mongoose ayant perdu la licence, l'éditeur publie en 2011 le système sous le nom de Legend.

### RuneQuest 6
Publié en 2012 par The Design Mechanism, RuneQuest 6 reprend la base du système de RuneQuest II et y apporte de nombreuses modifications et précisions. Parmi les plus marquantes:
- La Magie Commune devient la Folk Magic, et ne propose plus que des sorts de faible puissance.
- Le Mysticisme est une nouvelle forme de magie fondée sur l'amélioration des aptitudes de ses pratiquants. Son inspiration vient des Arts Martiaux extrême-orientaux.
- Le nombre de créatures du livre de base a été largement accru, et plusieurs d'entre elles sont pourvues de détails pour que les PJ puissent les jouer.

À l'expiration de la licence, l'éditeur décide de continuer à publier le jeu en supprimant toutes les références Glorantha, sous le nom Mythras.

### RuneQuest 7
La septième édition de RuneQuest, publiée à partir de 2018 est à nouveau sous la coupe de Chaosium, qui est la propriété de Moon Design depuis 2015, et le jeu est à nouveau associé à Glorantha. La collection s'appelle d'ailleurs RuneQuest: Adventure in Glorantha. La publication et français est assurée par le studio Deadcrows sous le nom RuneQuest : aventures dans Glorantha.

## L'univers

### Glorantha
Globalement, l'univers de Glorantha est technologiquement et culturellement celui de l'Antiquité. Tout y est magique et divin, des lieux géographiques à la récolte, des sorts de fertilité aux sorts de combat. Chaque culture a son panthéon développé, avec ses sous-cultes, ses métissages, ses dieux adorés de différentes manières selon le peuple… et son histoire religieuse relative.
On peut reconnaître l'inspiration des cultures barbares, celte ou romaine ainsi que des peuples marins.
RuneQuest a été développé initialement pour Glorantha. Cependant, les deux licences sont séparées, il y a donc eu des éditions de RuneQuest n'incluant pas Glorantha et Glorantha a été utilisé pour d'autres jeux de rôle (HeroWars et HeroQuest).

### Autres univers
Même si Glorantha reste l'univers auquel RuneQuest est le plus attaché, d'autres décors ont été proposés à partir de l'édition de 1984.
Ainsi, l'univers présenté dans cette édition n'était pas Glorantha, mais une version fantastique de l'Europe. Seul un supplément sur les Vikings fut produit par Avalon Hill sur cet univers, qui fut assez vite abandonné.
Deux suppléments prenant pour cadre le Japon médiéval ont été produits : Land of Ninja pour l'édition de 1984, et Land of Samurai pour l'édition de 2006. Si le premier est assez générique et globalement intemporel, le second a pour cadre la période Heian du Japon.
Mongoose a produit plusieurs décors de campagnes et jeux indépendants pour sa gamme RuneQuest :
- Elric of Melniboné est un jeu reprenant l'univers des Jeunes Royaumes du Cycle d'Elric de Michael Moorcock
- Hawkmoon est un jeu reprenant l'univers de L'Europe du tragique millénaire de la série de livres La Légende de Hawkmoon de Michael Moorcock
- Lankhmar est un décor de campagne permettant de jouer à RuneQuest dans l'univers Nehwon de la série de livres le Cycle des Épées de Fritz Leiber
- Slaine est un décor de campagne permettant de jouer à RuneQuest dans l'univers de la série de bandes dessinées Slaine.

## Ouvrages en français

### Pour la3eéditionde RuneQuest (Oriflam)
Ouvrage de base :
- RuneQuest : règles et présentation de Glorantha ;
  - 1re impression (1987) : publié sous forme de boîte ;
  - 2e impression (entre 1991 et 1993) : publié sous forme d'un livre à couverture rigide de 242 pages.

Sous forme de livres à couverture souple :
- Le Maître des Runes : écran et scénario ;
- Les Monts Arc-en-Ciel : compilation de Gloranthan Bestiary (le bestiaire de Glorantha) et du scénario Apple Lane (Le Sentier de la Pomme) ;
- Sous le Signe du Chaos : scénarios (105 pages) + Annexes (22 pages) ;
- Les Ruines Hantées : scénario.

Sous forme de livres à couverture rigide, collection numérotée de 1 à 7 :
- 1 : Les Dieux de Glorantha : mythologie et catalogue de cultes ;
- 2 : Genertela : l'un des continents de Glorantha (nord) ;
- 3 : Les Secrets Oubliés : Compilation de règles (sur les cristaux, et la création de personnages issus de nombreuses races intelligentes) et de curiosités géographiques de Glorantha [7];
- 4 : Les Guerriers du Soleil (Sun County) : description d'une région de Prax, l'un des pays de Genertela ;
- 5 : La voie du sabre (Land of Ninja) : adaptation au Japon médiéval ;
- 6 : Dorastor : description de cette contrée chaotique de Genertela ;
- 7 : Trolls : tout sur ce peuple .

### Pour la4eéditionde RuneQuest (Mongoose Publishing)
- Elric de Melniboné : règles et présentation des Jeunes Royaumes (basé sur Le Cycle d'Elric). Traduction de l'ouvrage anglais ;
- L’Ombre du Glorieux Empire : supplément à Elric de Melniboné. Traduction de l'ouvrage anglais ;
- Hawkmoon : règles et présentation du monde (basé sur La Légende de Hawkmoon). Traduction de l'ouvrage anglais.

### Pour RuneQuest II (Mongoose Publishing)
- Arène des Monstres (en 2 volumes) : catalogue de monstres et règles autour du thème des arènes ;
- Armes et Équipements : catalogue d'objets et de règles ;
- L'Art de la Nécromancie : règles ayant en commun le thème de la mort ;
- Compendium Volume 1 : compilation d'articles issus du magazine “Signs & Portents” de l'éditeur ;
- Glorantha : le Deuxième Âge (en 2 volumes) : présentation de l'univers, proposant certaines régions comme autant de cadres de campagne jouables.

## Hero WarsetHeroQuest
Hero Wars (2000) et HeroQuest (2003) sont deux jeux de rôles édités par Issaries Inc. et basés aussi sur le monde de Glorantha. Ils sont par contre plus épiques. Leur système de jeu ne cherche pas à prévoir de multiples situations dans le détail, les règles sont plutôt basées sur la description.
Hero Wars n'est plus édité et a laissé la place à HeroQuest, dont les suppléments sont cependant compatibles.